# Notodonta albipuncta
Notodonta albipuncta är en fjärilsart som beskrevs av M.Gaede 1930. Notodonta albipuncta ingår i släktet Notodonta och familjen tandspinnare. Inga underarter finns listade i Catalogue of Life.